# Andrew Wiggins
Andrew Christian Wiggins (Thornhill, 1995. február 23. –) kanadai válogatott kosárlabdázó, a Miami Heat játékosa a National Basketball Associationben (NBA). Az első helyen választotta a Cleveland Cavaliers a 2014-es NBA-draft során, miután egy szezont játszott a Kansas Jayhawks csapatában egyetemen.
Wiggins Kanadában nőtt fel, mielőtt középiskolás pályafutásának utolsó két évét az Egyesült Államokban fejezte be, ahol McDonald’s All-American elismerést kapott. A Jayhawks játékosaként beválasztották a második All-American csapatba, mielőtt a második kanadai játékos lett az NBA történetében, akit első helyen választottak a drafton (Anthony Bennett után, akit az előző évben szerződtetett szintén a Cavaliers). A szezon előtt a Minnesota Timberwolves csapatába küldték Kevin Love-ért cserébe, amit követően megnyerte a 2014–2015-ös szezon év újonca díját. Öt és fél év után hagyta el Minnesotát, mikor leszerződtette a Golden State 2020-ban. 2022-ben pályafutása során először beválasztották az All Star csapatba kezdőként és megnyerte első bajnoki címét.
Utánpótlás és felnőtt szinten is képviselte Kanadát, bronzérmes lett a 2010-es U17-es világbajnokságon, a 2012-es U18-as Amerika-bajnokságon és a 2015-ös Amerika-kupán is.

## Statisztika

### Egyetem
| Év        | Csapat          | JM | KM | JP/M | MG%  | 3P%  | BD%  | LP/M | GP/M | L/M | B/M | P/M  |
| --------- | --------------- | -- | -- | ---- | ---- | ---- | ---- | ---- | ---- | --- | --- | ---- |
| 2013–2014 | Kansas Jayhawks | 35 | 35 | 32,8 | .448 | .341 | .775 | 5,9  | 1,5  | 1,2 | 1,0 | 17,1 |

### NBA

#### Alapszakasz
| Év         | Csapat                 | JM  | KM  | JP/M | MG%  | 3P%  | BD%  | LP/M | GP/M | L/M | B/M | P/M  |
| ---------- | ---------------------- | --- | --- | ---- | ---- | ---- | ---- | ---- | ---- | --- | --- | ---- |
| 2014–2015  | Minnesota Timberwolves | 82  | 82  | 36,2 | .437 | .310 | .760 | 4,6  | 2,1  | 1,0 | 0,6 | 16,9 |
| 2015–2016  | Minnesota Timberwolves | 81  | 81  | 35,1 | .459 | .300 | .761 | 3,6  | 2,0  | 1,0 | 0,6 | 20,7 |
| 2016–2017  | Minnesota Timberwolves | 82  | 82  | 37,2 | .452 | .356 | .760 | 4,0  | 2,3  | 1,0 | 0,4 | 23,6 |
| 2017–2018  | Minnesota Timberwolves | 82  | 82  | 36,3 | .438 | .331 | .643 | 4,4  | 2,0  | 1,1 | 0,6 | 17,7 |
| 2018–2019  | Minnesota Timberwolves | 73  | 73  | 34,8 | .412 | .339 | .699 | 4,8  | 2,5  | 1,0 | 0,7 | 18,1 |
| 2019–2020  | Minnesota Timberwolves | 42  | 42  | 34,6 | .444 | .331 | .720 | 5,2  | 3,7  | 0,7 | 0,9 | 22,4 |
| 2019–2020  | Golden State Warriors  | 12  | 12  | 33,6 | .457 | .339 | .672 | 4,6  | 3,6  | 1,3 | 1,4 | 19,4 |
| 2020–2021  | Golden State Warriors  | 71  | 71  | 33,3 | .477 | .380 | .714 | 4,9  | 2,4  | 0,9 | 1,0 | 18,6 |
| 2021–2022† | Golden State Warriors  | 73  | 73  | 31,9 | .466 | .393 | .634 | 4,5  | 2,2  | 1,0 | 0,7 | 17,2 |
| 2022–2023  | Golden State Warriors  | 37  | 37  | 32,2 | .473 | .396 | .611 | 5,0  | 2,3  | 1,2 | 0,8 | 17,1 |
| 2023–2024  | Golden State Warriors  | 71  | 59  | 27,0 | .453 | .358 | .751 | 4,5  | 1,7  | 0,6 | 0,6 | 13,2 |
| 2024–2025  | Golden State Warriors  | 43  | 43  | 30,1 | .444 | .379 | .777 | 4,6  | 2,4  | 0,9 | 0,8 | 17,6 |
| 2024–2025  | Miami Heat             | 17  | 17  | 32,1 | .458 | .360 | .731 | 4,2  | 3,3  | 1,2 | 1,0 | 19,0 |
| Karrier    | Karrier                | 766 | 754 | 33,8 | .449 | .356 | .725 | 4,5  | 2,3  | 1,0 | 0,7 | 18,5 |
| All Star   | All Star               | 1   | 1   | 15,3 | .571 | .500 | –    | 0,0  | 1,0  | 0,0 | 0,0 | 10,0 |

#### Play-in
| Év      | Csapat                | JM | KM | JP/M | MG%  | 3P%  | BD%  | LP/M | GP/M | L/M | B/M | P/M  |
| ------- | --------------------- | -- | -- | ---- | ---- | ---- | ---- | ---- | ---- | --- | --- | ---- |
| 2021    | Golden State Warriors | 2  | 2  | 41,9 | .500 | .222 | .500 | 6,5  | 2,0  | 0,0 | 1,5 | 21,5 |
| 2024    | Golden State Warriors | 1  | 1  | 25,5 | .364 | .250 | .600 | 3,0  | 2,0  | 0,0 | 1,0 | 12,0 |
| 2025    | Miami Heat            | 2  | 2  | 38,9 | .432 | .400 | .286 | 8,5  | 5,5  | 1,0 | 1,0 | 20,0 |
| Karrier | Karrier               | 5  | 5  | 37,4 | .455 | .321 | .429 | 6,6  | 3,4  | 0,4 | 1,2 | 19,0 |

#### Rájátszás
| Év      | Csapat                 | JM | KM | JP/M | MG%  | 3P%  | BD%  | LP/M | GP/M | L/M | B/M | P/M  |
| ------- | ---------------------- | -- | -- | ---- | ---- | ---- | ---- | ---- | ---- | --- | --- | ---- |
| 2018    | Minnesota Timberwolves | 5  | 5  | 32,8 | .441 | .333 | .600 | 5,2  | 2,0  | 0,4 | 0,4 | 15,8 |
| 2022†   | Golden State Warriors  | 22 | 22 | 34,9 | .469 | .333 | .646 | 7,5  | 1,8  | 1,0 | 1,0 | 16,5 |
| 2023    | Golden State Warriors  | 13 | 12 | 34,0 | .459 | .297 | .681 | 5,6  | 1,9  | 0,8 | 1,2 | 16,7 |
| Karrier | Karrier                | 40 | 39 | 34,3 | .462 | .321 | .652 | 6,6  | 1,9  | 0,9 | 1,0 | 16,5 |